# Балон (ваздухоплов)
Балон је аеростатички ваздухоплов без властитог погона, чији је главни дио испуњен гасом лакшим од ваздуха. Одржава се у ваздуху помоћу разлике у специфичној тежини спољног ваздуха и унутрашњег гаса. Унутрашњи гас је обично водоник, хелијум, или врући ваздух (који је мање специфичне густине од околног атмосферског).
Треба разликовати балон од ваздушног брода, који има сопствени мотор за погон у жељеном правцу, и издуженог је облика.
Балон с посадом има гондолу за посаду испод главног резервоара (балона) за гас. Користи се у цивилне и војне сврхе, везан са земљом или слободан.

## Развој
Балон је први ваздухоплов којим је човјек узлетио са земље. Први полијетање (без пилота) су у Француској остварила Браћа Монголфје 5. јуна 1783. У њиховом балону полијећу 21. новембра 1783. и први пилоти Жан-Франсоа Пилатр де Розје и Франсоа Лорен д'Арланд (François Laurent d'Arlandes) до висине од 1000 метара. Само неколико дана касније извршен је и први лет балоном испуњеним водоником, пилоти су Жак Шарл и Николас Луј Роберт. Овај се балон диже до висине од 3000 метара.
Балони се већ 1794. користе у војне сврхе, за осматрање бојишта. У тој улози се користе све до Првог свјетског рата, када су углавном замијењени авионима. Понегдје су кориштени за осматрање и до Другог свјетског рата.
Стратосферски балони се подижу на велике висине у сврху испитивања атмосфере. Швајцарац Огист Пикар 1931. достиже 15780 метара. Године 1957. мајор Дејвид Симонс се подиже балоном запремине 85000 m² на висину од 31089 метара. Због малог притиска и ширења гаса на висини, стратосферски балони се пуне гасом само у малом дијелу запремине код полијетања, и онда се сами шире при нижем околном притиску на висини.

## Слободни и везани балони
Слободни балон је облика лопте и управљив је само по висини. Правцем се не може управљати јер нема кормила ни погона. Основни дијелови су труп и гондола. Омотач балона је од гумираног платна или свиле, а с доње стране има отвор за улазак врућег ваздуха, водоника или хелијума (рукавац). На балон је прикачена мрежа с конопцима који се на доњем крају вежу са гондолом. Гондола је обично корпа од прућа и служи за смјештај посаде и инструмената. Гондола има баласт (врећице с пијеском) које се одбацују да се повећа висина. На врху балона је сигурносни вентил који се конопцем може отворити из гондоле. Испуштањем гаса се смањује висина.
Везани балон је везан са земљом челичним ужетом намотаним на добош. Користио се махом у војне сврхе за осматрање или као запрека, или за метеоролошка испитивања. Обично су издуженог облика са 3 стабилизатора (надуване вреће напуњене гасом). Омотач балона је од гумираног платна, и испуњен је водоником или хелијумом. У доњем дијелу омотача је балонет. Рукавац за пуњење гасом се затвара послије пуњења. Сувишни гас се испушта кроз сигурносни вентил. Корпа је објешена за балон системом конопаца облика мреже.
Први везани балони су имали облик лопте и нису могли да издрже вјетар брзине веће од 8-10 m/s. Дугуљасти змај-балон типа Парсевал-Сигсфелд је конструисан 1893. у Њемачкој, и он је боље издржавао јачи вјетар. Био је облика цилиндра са надуваним стабилизаторима. С усавршавањем конструкције, издржавају вјетар до 14 m/s, достижу висину 1000-1200 метара и имају запремине 850 и 1000 кубних метара.
Да би пружили што мањи отпор ваздуху, везани балони се надаље израђују дугуљастог облика, а неки су способни издржати вјетар и до 25 m/s. Послије Другог свјетског рата везани балони се напуштају за војне намјене у потпуности, у свим државама, пошто су замијењени авионима.

## Балон без посаде
Може бити везан или слободан, а гондола (ако постоји) служи за смјештај инструмената. Везани се користи у војне сврхе као запречни балон. Слободни се користи за метеоролошке сврхе или за пропаганду.
Запречни балон је био у употреби као стална запрека за спречавање напада авиона. Диже се и спушта помоћу чекрк-агрегата.

### Метеоролошки балон
Метеоролошки балон је слободног типа, без посаде, и опремљен инструментима за метеоролошка мјерења. Лоптаст је и испуњен хелијумом или водоником. По намјени могу бити за: уздизање метеоролошких инструмената (и за мјерење вјетра на висини), за одређивање висине облака, и посебни који служе само за одређивање брзине вјетра на висини.
Прве покушаје врши руска експедиција И. Ф. Крузенштерна 1806, са балонима израђеним од хартије или животињске опне. Од почетка 20. вијека користе се балони од гуме.
За мјерење висине облака пуштају се мали балони са познатом брзином уздизања, рецимо 100 метара у минути. Осматрач мјери вријеме од пуштања балона до уласка у облак. Протекло вријеме помножено с брзином уздизања даје висину базе облака.
За осматрање брзине и смјера вјетра служи пилот-балон. Достиже висине од 7 до 18 километара, а затим прсне. Прати се аеролошким оптичким теодолитом са земље.
За уздизање метео-инструмената се користе већи балони, тежине 300-2000 грама пуњени водоником. Мањи носе радарски рефлективни материјал, и прате се радаром, чиме се одређују карактеристике висинског вјетра. Већи носе радио-сонде и друге инструменте. Инструменти се спуштају падобраном послије распрскивања балона на висинама и до 20-30 km.

#### Стратосферски балон
Стратосферска истраживања користе аутоматске стратосферске балоне без посаде. Запремине су им много веће од обичних метео-балона. Године 1954. амерички Суперскајхук (Superskyhook) запремине 94000 кубних метара достиже 38400 метара висине. Облога је била од лаког полиетилена дебљине 0.25-0.5 mm. Ови балони имају гондолу за смјештај инструмената, баласта, радио-уређаја, антену и радарски рефлектор.
Ови балони се користе за испитивање сунчевог зрачења, космичког зрачења, састава ваздуха и других величина на изузетно великим висинама. Уз то кориштени су за дизање експерименталних животиња, метеоролошких ракета које се потом испаљују с висине од 20 km, мјерење радијације послије нуклеарних пробa и тако даље.

## Балони-играчке
За забаву се користе мали балони напуњени хелијумом из боце. Могу бити облика животиња, лоптасти и тако даље.

## Рекорди балона
Дана 19. октобра 1910, Алан Холи и Огастус Пост слетели су у дивљину Квебека у Канади након што су путовали 48 сати и 1.887,6 km (1.172,9 mi) од Сент Луиса током Међународне трке балона Гордона Бенета, постављајући рекорд на даљину који се одржао више од 20 година. Путницима је требало недељу дана да изађу из шуме, а за то време су мобилисане групе за претрагу и многи су сматрали да су њих двојица преминули.
Од 13. децембра 1913. до 17. децембра 1913. Хјуго Каулен је остао у ваздуху 87 сати. Његов рекорд је трајао до 1976. године.
Тренутни апсолутни висински рекорд за лет балоном са људском посадом су 4. маја 1961. поставили Малколм Рос и Виктор Пратер на 34.668 m (113.739 ft) са балоном Страто-Лаб В који је лансиран са палубе УСС Антитам у Мексичком заливу.
Рекорд висине за балон без посаде је 53,0 километара (173,882 стопа) у мезосфери, достигнут са запремином од 60,000 кубних метара. Балон је лансирала JAXA 25. маја 2002. из префектуре Ивате, Јапан. Ово је највећа висина икада постигнута атмосферским возилом. Само су ракете, ракетни авиони и балистички пројектили летели више.
Године 2015, два пилота Леонид Тјуктјајев и Трој Бредли безбедно су стигли у Доњу Калифорнију у Мексику након путовања од 10.711 km. Двојица мушкараца, пореклом из Русије, односно Сједињених Америчких Држава, кренули су из Јапана и летели хелијумским балоном изнад Пацифика. За 160 сати балон под називом „Два орла” стигао је у Мексико, што је нови рекорд удаљености и трајања за равне гасне балоне.